# Rozella królewska
Rozella królewska (Platycercus elegans) – gatunek średniej wielkości ptaka z rodziny papug wschodnich (Psittaculidae), zamieszkujący wschodnią i południową Australię bez Tasmanii. Introdukowany również na Nową Zelandię i wyspę Norfolk. Nie jest zagrożony wyginięciem. Często spotykany w hodowlach. Popularna wśród hodowców nazwa – penanta lub pennanta.

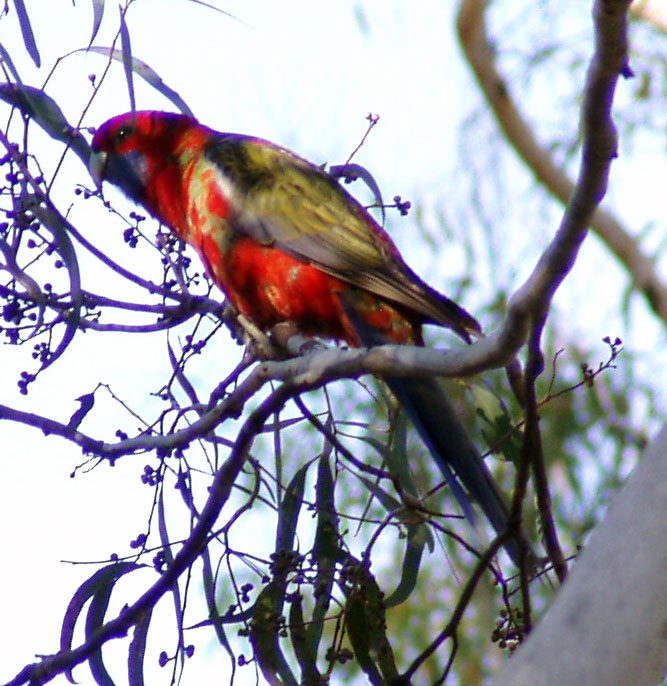
Rozella królewska, osobnik młody

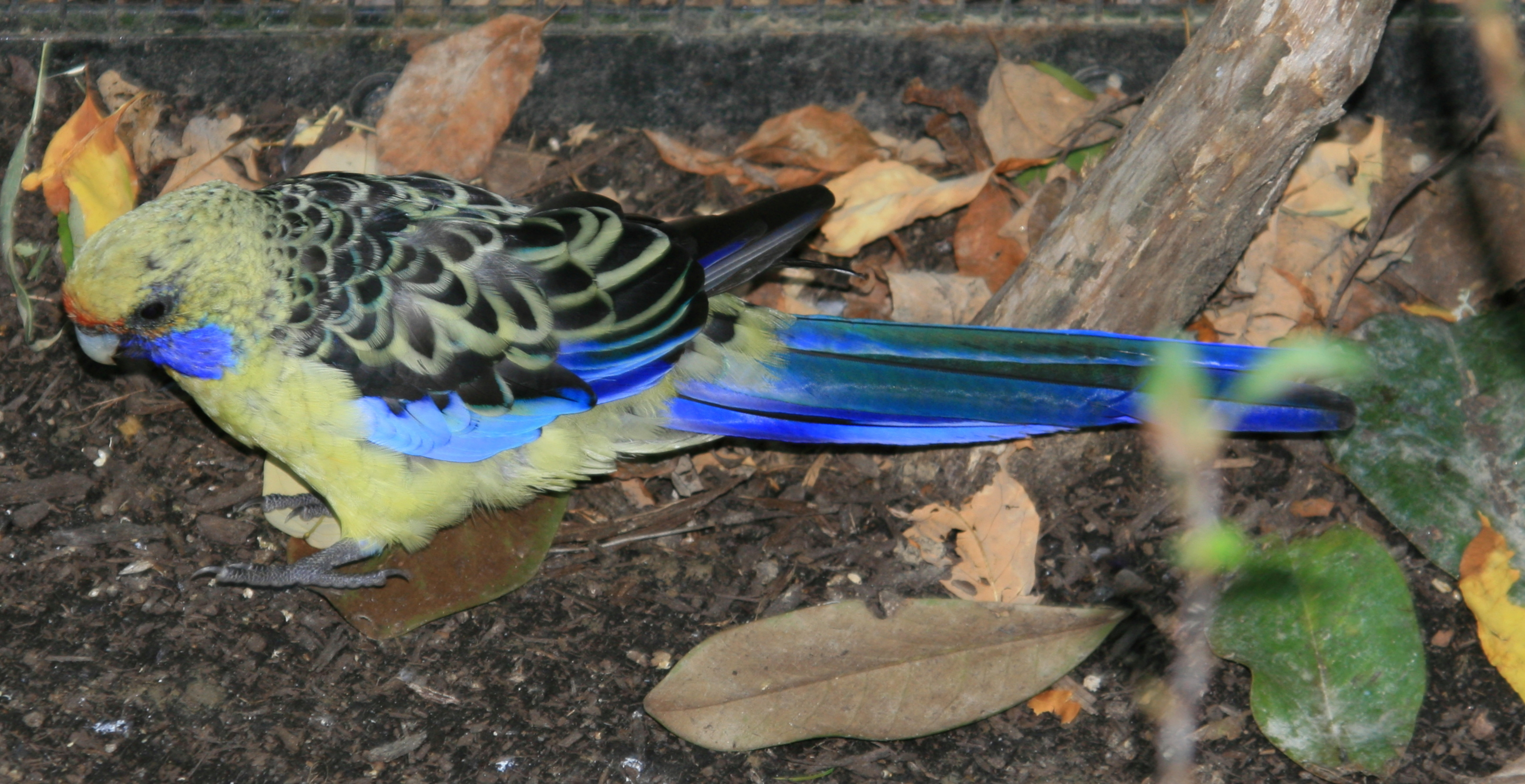
Rozella żółta (P. e. flaveolus)

## Podgatunki i zasięg występowania
Międzynarodowy Komitet Ornitologiczny (IOC) uznaje siedem podgatunków P. elegans:
- P. e. nigrescens E.P. Ramsay, 1888 – północno-wschodni Queensland
- P. e. filewoodi McAllan & Bruce, 1989 – wschodnio-środkowy Queensland
- P. e. elegans (J.F. Gmelin, 1788) – rozella królewska[6] – południowo-wschodni Queensland do południowo-wschodniej Australii Południowej
- P. e. melanopterus North, 1906 – Wyspa Kangura u południowego wybrzeża Australii
- P. e. adelaidae Gould, 1840 – od półwyspu Fleurieu i gór Mount Lofty Ranges po Mid North (południowo-wschodnia Australia Południowa)
- P. e. subadelaidae Mathews, 1912 – południowa część Gór Flindersa (południowo-wschodnia Australia Południowa)
- P. e. flaveolus Gould, 1837 – rozella żółta[6] – Nowa Południowa Walia wzdłuż rzeki Murray

Rozella żółta (P. e. flaveolus) często bywała uznawana za osobny gatunek. Podgatunek subadelaidae bywał wydzielany do osobnego gatunku wraz z taksonem adelaidae (jako P. adelaidae). Takson adelaidae przez pewien czas był uznawany nie za podgatunek, ale za formę pośrednią pomiędzy podgatunkami subadelaidae i fleurieuensis; w 2022 roku przywrócono mu status podgatunku, a fleurieuensis uznano za jego młodszy synonim.

## Charakterystyka
Wygląd zewnętrznyIntensywne, czerwono-niebieskie upierzenie. Płeć trudno rozróżnialna, wybarwienie bardzo podobne, samica ma nieco mniejszą od samca głowę oraz węższą nasadę dzioba. Upierzenie młodych ptaków jest głównie zielone, zmiana barw na dorosłe następuje po ok. 13–15 miesiącach.
Długość ciałaok. 32–37 cm
Masa ciałaok. 130 g
Długość życiaok. 25–35 lat
ZachowanieŻyje w parach lub w małych stadach. Pozostaje przez cały rok na tym samym terenie. Młode osobniki koczują w grupach do 30 ptaków.

## Środowisko
Lasy eukaliptusowe, zadrzewienia i ogrody do wysokości 1900 m n.p.m.

## Pożywienie
Zjada głównie nasiona traw, krzewów i drzew (zwłaszcza eukaliptusów i akacji), ale też owoce, nektar, owady i ich larwy.

## Lęgi
GniazdoW szczelinie drzewa.
JajaSamica składa 5–8 jaj.
WysiadywanieJaja są wysiadywane przez ok. 3 tygodnie.
PisklętaPisklęta opuszczają gniazdo po ok. 4 tygodniach, przez kolejne 3–4 tygodnie są jeszcze dokarmiane przez rodziców.

## Status i ochrona
Międzynarodowa Unia Ochrony Przyrody (IUCN) uznaje rozellę królewską za gatunek najmniejszej troski (LC – Least Concern) nieprzerwanie od 2005 roku, kiedy to po raz pierwszy sklasyfikowano ją w obecnym ujęciu systematycznym. Liczebność populacji nie została oszacowana, ale ptak ten opisywany jest jako zazwyczaj pospolity lub bardzo liczny. Trend liczebności populacji uznaje się za spadkowy ze względu na postępujące niszczenie siedlisk. Status introdukowanej populacji z Nowej Zelandii jest niepewny, być może wymarła. Gatunek został ujęty w Załączniku II konwencji CITES.

## Hodowla
Penanty należą do najpopularniejszych papug hodowanych w niewoli. Ze względu na niezależny charakter częściej niż w domach trzymane są w wolierach ogrodowych. Pozwala na to ich stosunkowo duża odporność na niskie temperatury.